# Ben Bassaw
Ben Bassaw (Francia, 9 de julio de 1989) es un atleta francés, especialista en la prueba de 4 × 100 m en la que llegó a ser medallista de bronce europeo en 2014.

## Carrera deportiva
En el Campeonato Europeo de Atletismo de 2014 ganó la medalla de bronce en los relevos 4 x 100 metros, con un tiempo de 38.47 segundos, llegando a meta tras Reino Unido y Alemania (plata), siendo sus compañeros de equipo: Pierre Vincent, Christophe Lemaitre y Teddy Tinmar.